# NHKニュース845ふくしま
『NHKニュース845ふくしま』（エヌエイチケイニュースはちよんごふくしま）は、NHK福島放送局で放送される平日夜の『NHKニュース』のローカルニュース番組である。

## 放送時間
- 月曜日 - 金曜日 20:45 - 21:00（JST）
  - 祝日及び年末年始は休止し、20:55 - 21:00に仙台から東北6県向けの「ニュース・気象情報」を放送する（12月31日を除く）。
  - なお、ゴールデンウィーク・お盆期間などは当番組が休止し、代わりに仙台から「東北地方のニュース・気象情報」のタイトルで臨時ネットする。

## キャスター
- 主にNHK福島放送局のアナウンサーが原則として交替で担当。

## その他
- かつてのオープニングはテーマ曲とCGがかつての仙台放送局など東北6県共通のものを流していたが、現在はオープニングがかつての仙台放送局など東北6県のCGと福島放送局の独自のテーマ曲（テーマ曲：五木田岳彦）に変更された。